# (15406) Bleibtreu
(15406) Bleibtreu es un asteroide perteneciente al cinturón de asteroides, descubierto el 23 de noviembre de 1997 por el equipo del Spacewatch desde el Observatorio Nacional de Kitt Peak, Arizona, Estados Unidos.

## Designación y nombre
Designado provisionalmente como 1997 WV12. Fue nombrado Bleibtreu en honor a “Hermann Karl Bleibtreu”, profesor emérito de antropología en la Universidad de Arizona.

## Características orbitales
Bleibtreu está situado a una distancia media del Sol de 2,735 ua, pudiendo alejarse hasta 2,789 ua y acercarse hasta 2,681 ua. Su excentricidad es 0,019 y la inclinación orbital 5,000 grados. Emplea 1652 días en completar una órbita alrededor del Sol.

## Características físicas
La magnitud absoluta de Bleibtreu es 14,4. Tiene 5,225 km de diámetro y su albedo se estima en 0,135.